# 젤튼
젤튼(Zelten)은 이탈리아 트렌티노알토아디제주 지방에서 유래한 이탈리아식 과일 케이크로, 크리스마스 시즌에 맞춰 만들어지는 전통 음식이다. 호밀가루와 밀가루, 말린 과일과 설탕에 절인 과일, 오렌지 제스트, 그리고 다양한 향신료를 넣어 만든다. 이름은 독일어로 '드물게'라는 뜻의 'selten'에서 유래했을 것으로 보이며, 실제로 1년에 한 번, 특별한 때에만 만들어진다는 점에서 그 이름이 붙은 것으로 보인다.

## 사진

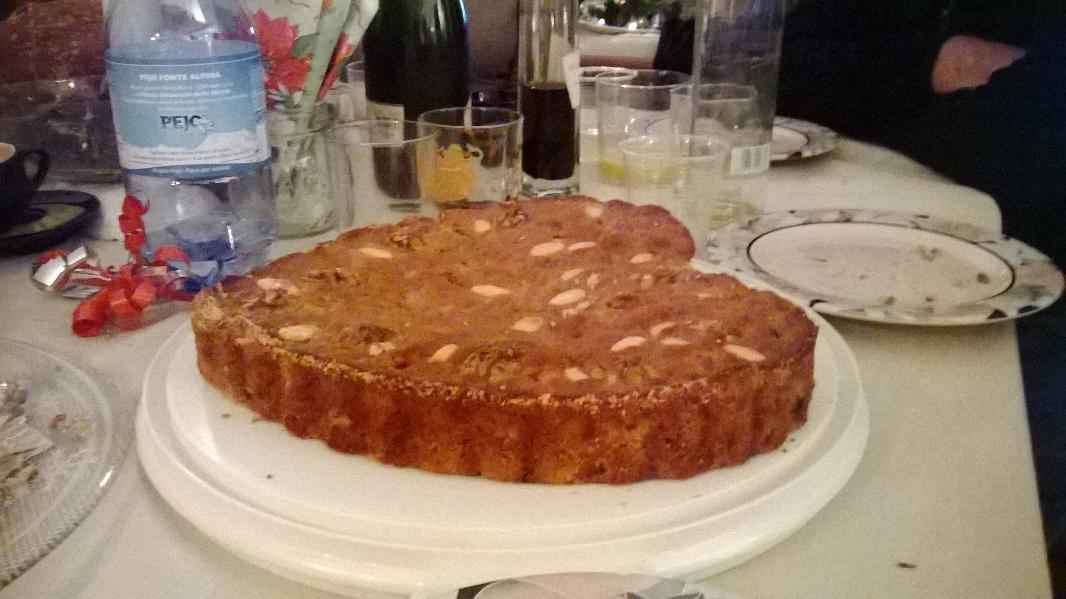
하트 모양 젤튼
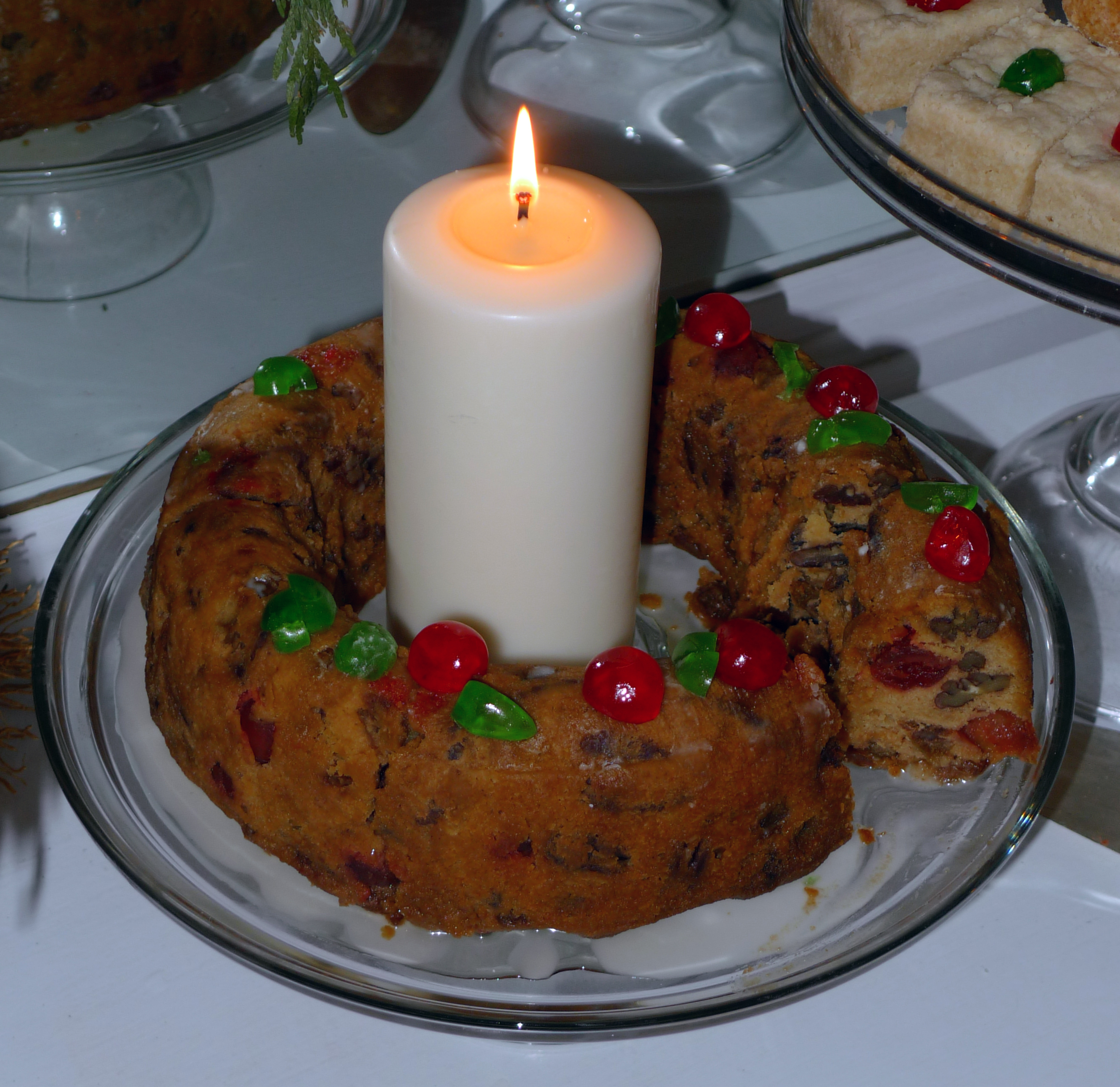
촛불과 젤튼
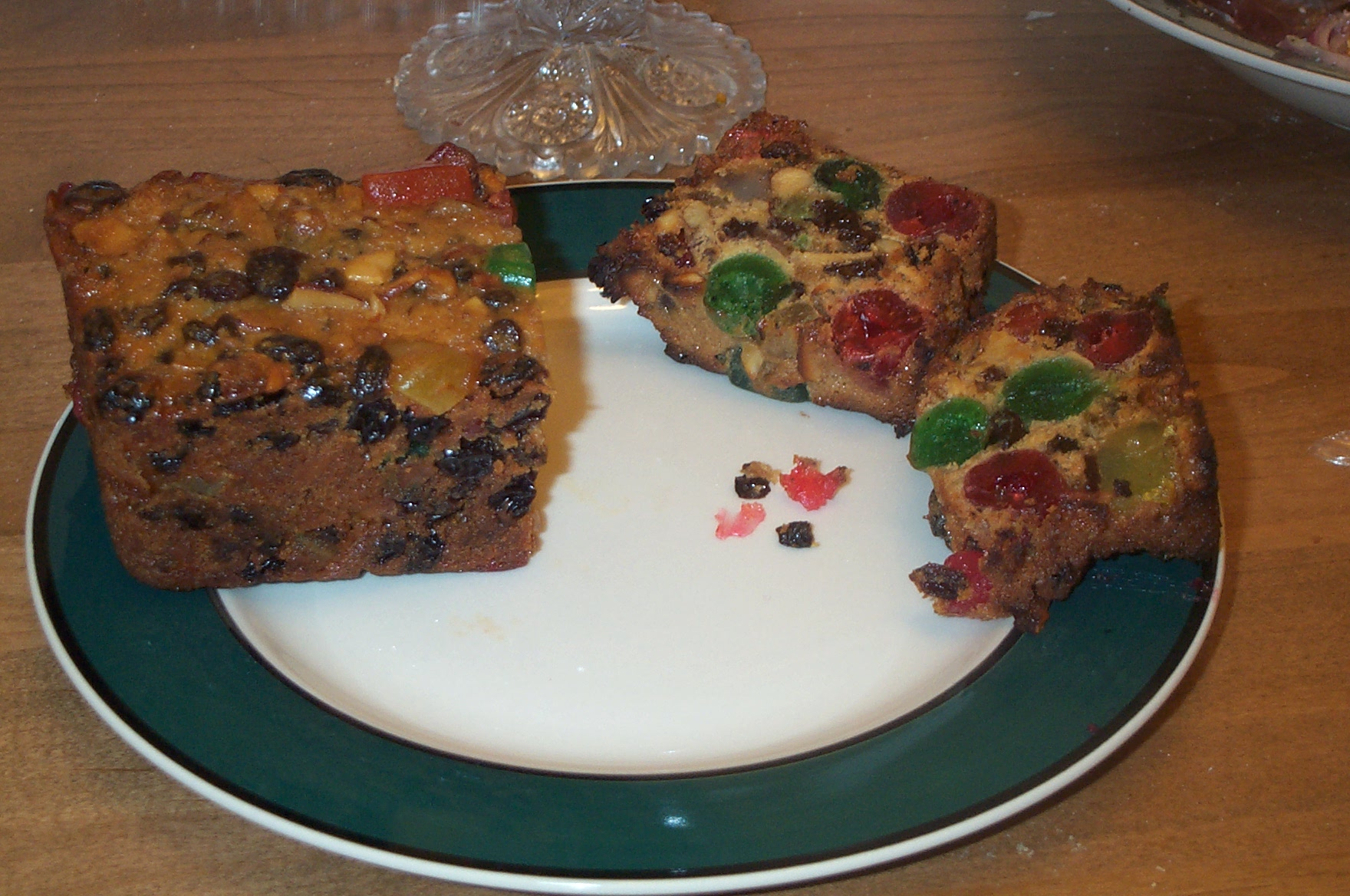
젤튼 조각